# Amélia Judith Ernesto
Amélia Judith Ernesto é uma professora e política angolana. Filiada ao União Nacional para a Independência Total de Angola (UNITA), é deputada de Angola pelo Círculo Eleitoral Nacional desde 28 de setembro de 2017.
Em novembro de 2021 tornou-se vice-presidente da UNITA após a morte de Raúl Danda (falecido em maio de 2021), cumprindo mandado até março de 2022.